# Custer County (Colorado)

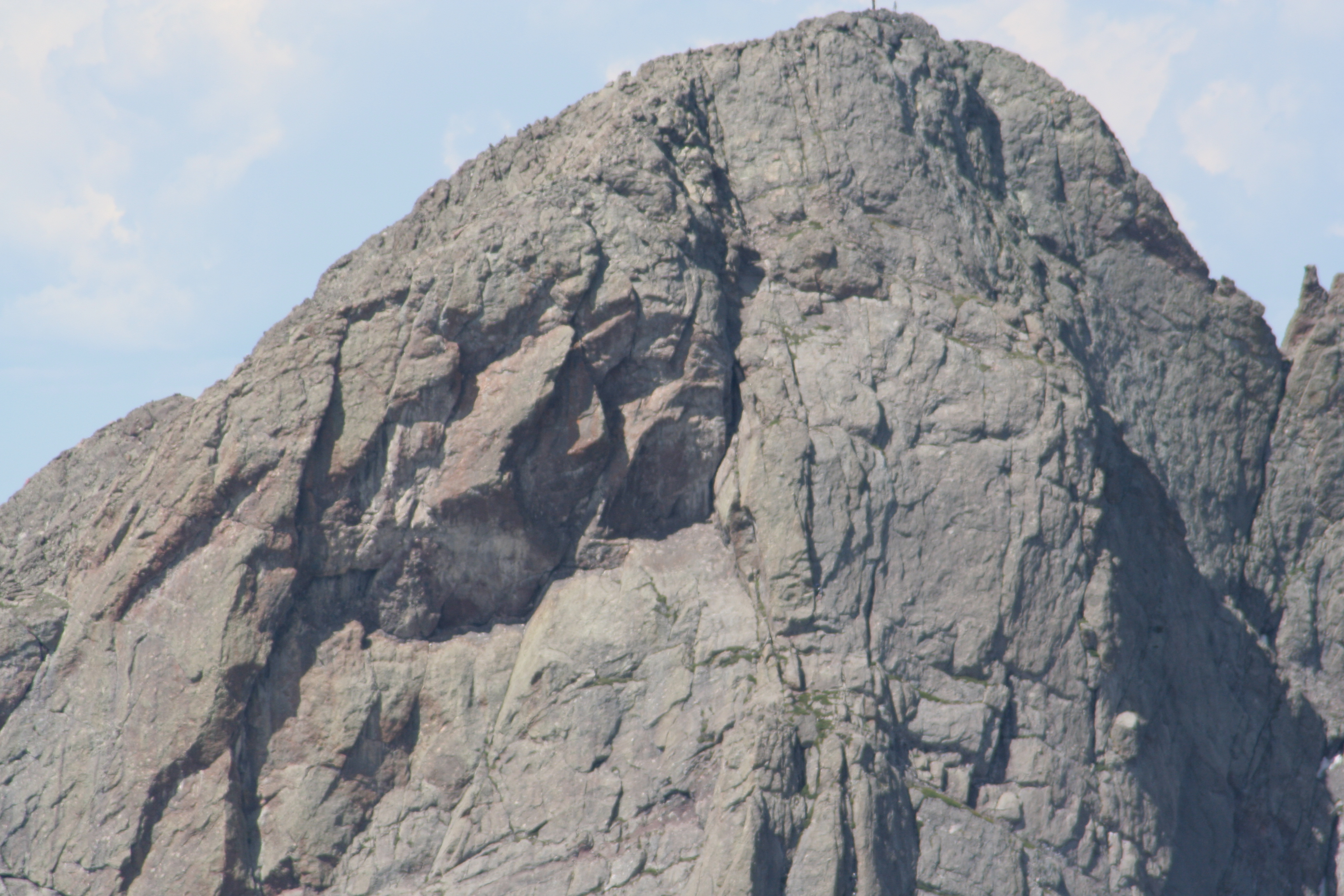
Der Crestone Peak

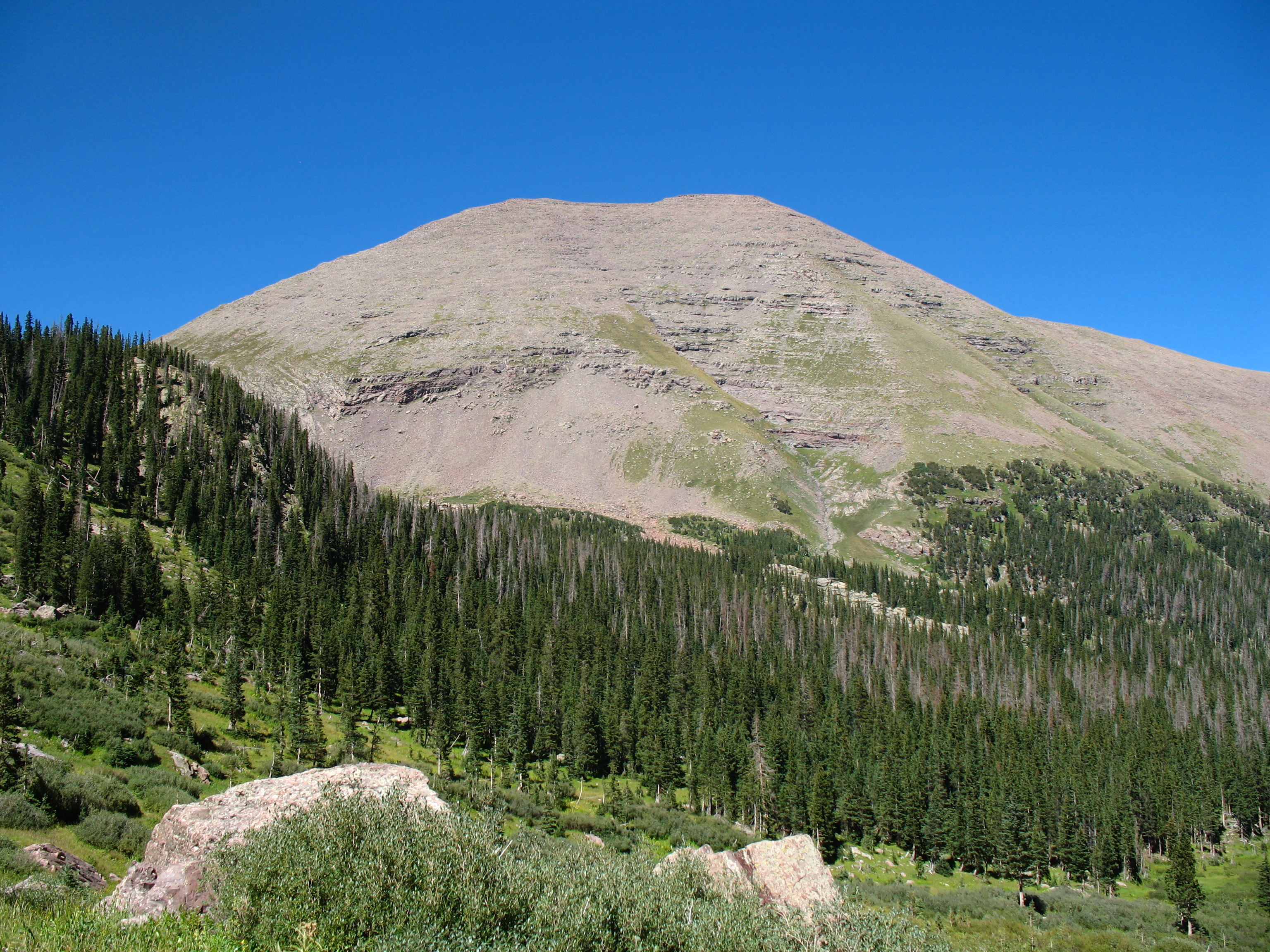
Der Humboldt Peak

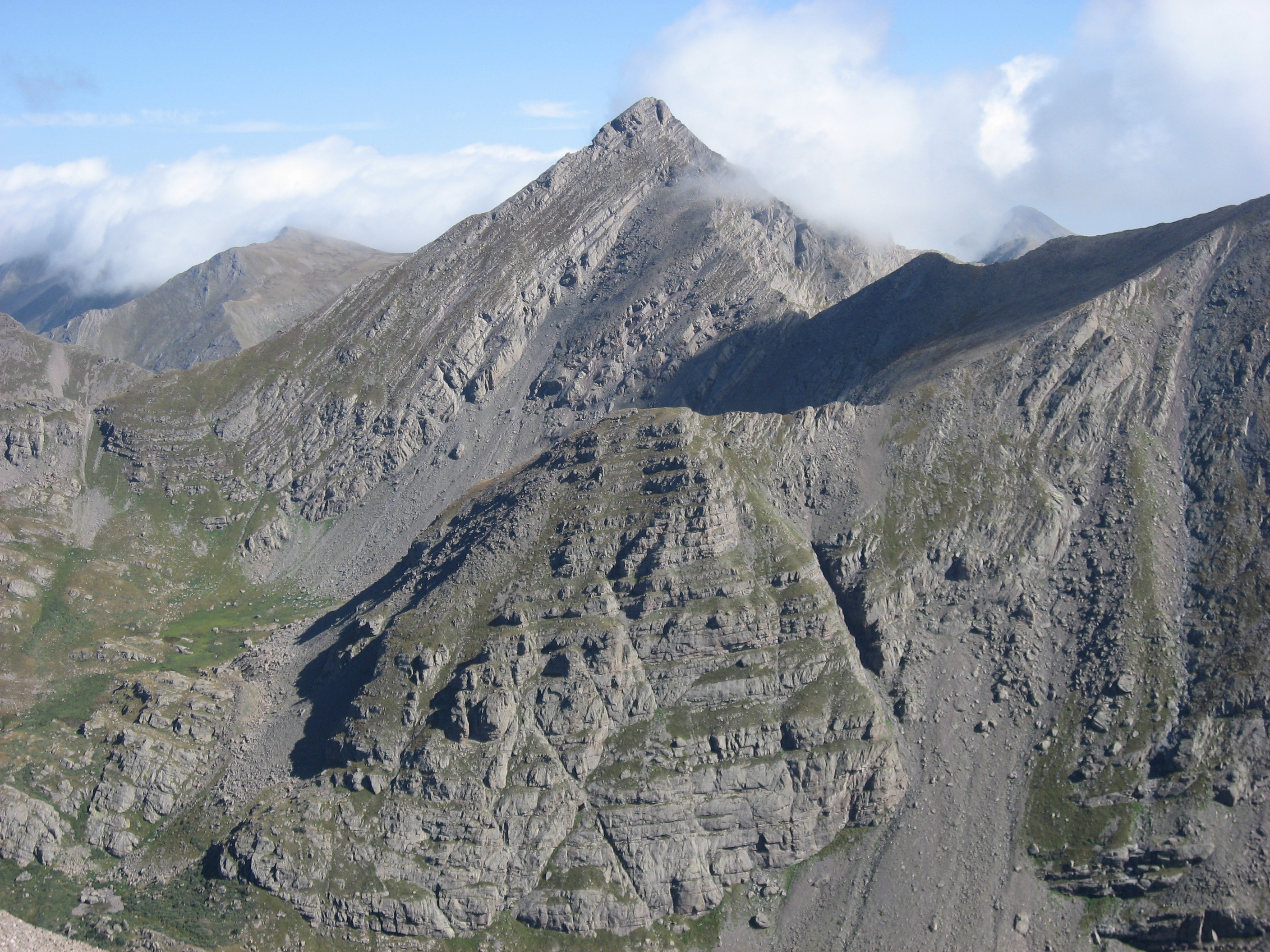
Der Mount Adams

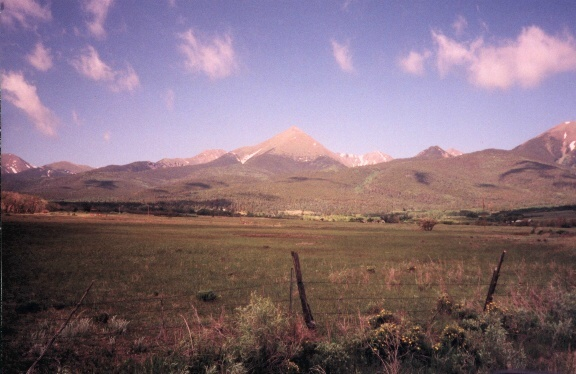
Das Wet Mountain Valley

Custer County [ˈkʌstɚ] ist ein (County) im südlichen Teil des US-Bundesstaates Colorado. Der Verwaltungssitz (County Seat) ist Westcliffe.

## Geographie
Das County liegt südlich des Arkansas inmitten der zerklüften Gebirgslandschaft des Sangre de Cristo und wird von den Bezirken Fremont im Norden, Pueblo im Osten, Huerfano im Süden und Saguache im Westen umschlossen.
Custer County umfasst im südlichen Colorado die Gebirgsregion südlich des Arkansas und nordöstlich des San-Luis-Tals. Die einzig urbanisierte Region bilden die beiden benachbarten und relativ zentral gelegenen Kleinstädte Silver Cliff und Westcliffe im Gebirgstal zwischen dem Sangre-de-Cristo-Gebirge und den Wet Mountains auf rund 2400 Metern Höhe. An der westlichen Grenze, wo die höchsten Berge des Sangre de Cristo die Bezirksgrenze zu Saguache im San-Luis-Tal darstellen, liegt der Crestone Needle – mit 4325 Metern höchste Erhebung Custers. Im Osten hat Custer Anteile am San-Isabel-Nationalforst.

### Berge
Der Verwaltungsbezirk Custer wird im Osten vollständig vom Gebirge Sangre de Cristo begrenzt, in dem innerhalb der Bezirksgrenzen mehr als 20 Viertausender liegen. In Klammern ist die Höhe in Metern angegeben.
1. Eagle Peak (4025 m)
2. Cottonwood Peak (4142 m)
3. Thirsty Peak (4027 m)
4. Lakes Peak (4077 m)
5. Electric Peak (4145 m)
6. Gibbs Peak (4131 m)
7. Humboldt Peak (4287 m)
8. De Anza Peak (4072 m)
9. Mount Marcy (4112 m)
10. Rito Alto Peak (4204 m)
11. Eureka (4117 m)
12. Comanche Peak (4047 m)
13. Spread Eagle Peak (4091 m)
14. Colony Baldy (4177 m)
15. Fluted Peak (4131 m)
16. Mount Adams (4246 m)
17. Crestone Needle (4325 m)
18. Broken Hand Peak (4137 m)
19. Marble (4043 m)
20. Horn Peak (4099 m)
21. Little Horn Peak (4006 m)

## Geschichte
Custer County ging im Jahre 1877 aus dem südlichen Teil des Fremont County hervor und besteht seither in seinen ursprünglichen Grenzen. Mit seinem Namen ehrt der Bezirk den US-General George Armstrong Custer, der wenige Monate vor Gründung der Verwaltungseinheit starb.

## Demografische Daten
Nach der Volkszählung im Jahr 2000 lebten im County 3503 Menschen. Es gab 1480 Haushalte und 1077 Familien. Die Bevölkerungsdichte betrug 2 Einwohner pro Quadratkilometer. Ethnisch betrachtet setzte sich die Bevölkerung zusammen aus 95,89 Prozent Weißen, 0,37 Prozent Afroamerikanern, 1,11 Prozent amerikanischen Ureinwohnern, 0,29 Prozent Asiaten und 0,71 Prozent aus anderen ethnischen Gruppen; 1,63 Prozent stammten von zwei oder mehr Ethnien ab. 2,51 Prozent der Gesamtbevölkerung waren spanischer oder lateinamerikanischer Abstammung.
Von den 1480 Haushalten hatten 25,5 Prozent Kinder und Jugendliche unter 18 Jahre, die bei ihnen lebten. 64,6 Prozent waren verheiratete, zusammenlebende Paare, 5,4 Prozent waren allein erziehende Mütter. 27,2 Prozent waren keine Familien. 23,8 Prozent waren Singlehaushalte und in 7,9 Prozent lebten Menschen im Alter von 65 Jahren oder darüber. Die Durchschnittshaushaltsgröße betrug 2,36 und die durchschnittliche Familiengröße lag bei 2,77 Personen.
Auf das gesamte County bezogen setzte sich die Bevölkerung zusammen aus 22,5 Prozent Einwohnern unter 18 Jahren, 4,5 Prozent zwischen 18 und 24 Jahren, 23,3 Prozent zwischen 25 und 44 Jahren, 35,0 Prozent zwischen 45 und 64 Jahren und 14,8 Prozent waren 65 Jahre alt oder darüber. Das Durchschnittsalter betrug 45 Jahre. Auf 100 weibliche Personen kamen 104,3 männliche Personen, auf 100 Frauen im Alter ab 18 Jahren kamen statistisch 102,0 Männer.
Das jährliche Durchschnittseinkommen eines Haushalts betrug 34.731 USD, das Durchschnittseinkommen der Familien betrug 41.198 USD. Männer hatten ein Durchschnittseinkommen von 32.460 USD, Frauen 20.868 USD. Das Prokopfeinkommen betrug 19.817 USD. 13,3 Prozent der Bevölkerung und 9,8 Prozent der Familien lebten unterhalb der Armutsgrenze. Darunter waren 20,1 Prozent der Bevölkerung unter 18 Jahren und 12,6 Prozent der Einwohner ab 65 Jahren.

## Kultur und Sehenswürdigkeiten

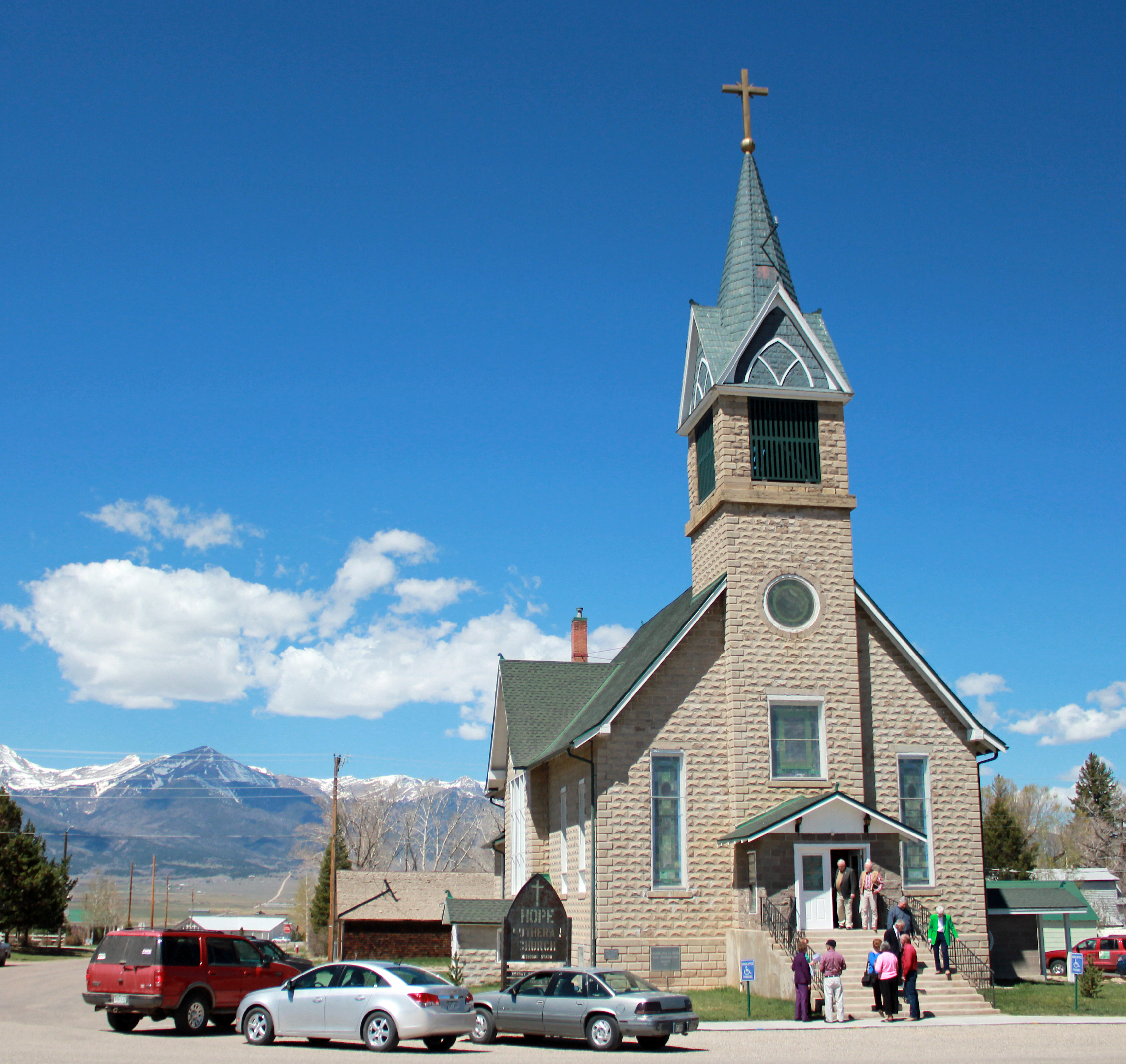
Hope Lutheran Church (2012). Diese Kirche entstand im Jahr 1917. Sie wurde im Januar 1978 als erstes Objekt des County in das NRHP eingetragen.

Zehn Bauwerke, Stätten und „historische Bezirke“ (Historic Districts) des Countys sind im National Register of Historic Places („Nationales Verzeichnis historischer Orte“; NRHP) eingetragen (Stand 23. August 2022), darunter zwei Schulen, ein Gefängnis und eine Kirche.

### Orte im Custer County
Neben den beiden Kleinstädten Silver Cliff und Westcliffe haben sich in Custer noch zwei kleinere Siedlungen gebildet, die nicht den Status einer Stadt haben, sondern lediglich amtlich festgelegte Orte für die Volkszählung (census-designated place) sind.
- Cold Spring
- Fairview
- Greenwood
- Hillside
- McKenzie Junction
- Querida
- Rosita
- San Isabel
- Silver Cliff
- Tanglewood Acres
- Westcliffe
- Wetmore